# سباستین دوگاریو
سباستین دوگاریو (انگلیسی: Sebastian Dogariu؛ زادهٔ ۱۰ سپتامبر ۱۹۷۷) وزنه‌بردار اهل رومانی بود.
وی در مسابقات کشوری و بین‌المللی در مجموع برندهٔ ۱ مدال نقره شده‌است.